# 貝爾韋爾 (紐約州)
貝爾韋爾（英語：Bellvale）是位於美國紐約州奧蘭治縣的非建制地區。

## 歷史
貝爾韋爾的郵局自1849年營運至今。

## 地理
貝爾韋爾所處的海拔為高於海平面194米（即636英呎），而該地所採用的時區為UTC-5，即北美东部时区（EST）。同時該地設有夏令時間，為UTC-5調快一小時，即UTC-4（EDT）。